# Tuppence Middleton
Tuppence Middleton (ur. 21 lutego 1987 w Bristolu) – angielska aktorka, która wystąpiła m.in. w filmach Trans, Nauka spadania, Jupiter: Intronizacja i Gra tajemnic.

## Filmografia

### Filmy
| Rok  | Tytuł                                      | Rola               | Uwagi |
| ---- | ------------------------------------------ | ------------------ | ----- |
| 2009 | Tormented                                  | Justine Fielding   |       |
| 2010 | Skeletons                                  | Rebecca            |       |
| 2010 | Pokój na czacie                            | Candy              |       |
| 2012 | Cleanskin                                  | Kate               |       |
| 2013 | Trans                                      | dziewczyna w aucie |       |
| 2013 | Trap for Cinderella                        | Micky              |       |
| 2013 | Riwiera dla dwojga                         | Sophie             |       |
| 2014 | Nauka spadania                             | Kathy              |       |
| 2014 | Gra tajemnic                               | Helen              |       |
| 2015 | Jupiter: Intronizacja                      | Kalique Abrasax    |       |
| 2015 | Spooks: The Greater Good                   | June Keaton        |       |
| 2017 | Wojna o prąd                               | Mary Edison        |       |
| 2019 | Za tych, co na morzu (Fisherman’s Friends) | Alwyn              |       |
| 2019 | Clifton Hill                               | Abby               |       |
| 2019 | Downton Abbey                              | Lucy Smith         |       |
| 2020 | Possessor                                  | Ava Parse          |       |
| 2020 | Mank                                       | Sara Mankiewicz    |       |
| 2022 | Downton Abbey: Nowa epoka                  | Lucy Branson       |       |

### Telewizja
| Rok       | Tytuł                            | Rola                       | Uwagi                  |
| --------- | -------------------------------- | -------------------------- | ---------------------- |
| 2008      | Kości                            | Vera Waterhouse            | 2 odc.                 |
| 2010      | Nowe triki                       | Melanie Higgs              | 1 odc.                 |
| 2010      | First Light                      | Grace                      | film TV                |
| 2011      | Obiady piątkowe                  | Tanya Green                | 2 odc.                 |
| 2011      | Sirens                           | Sarah Fraisor              | 2 odc.                 |
| 2012      | Sindbad                          | Tiger                      | 4 odc.                 |
| 2013      | Lewis                            | Vicki Walmsley             | 2 odc.                 |
| 2013      | Szpiedzy w Warszawie             | Gabrielle                  | miniserial             |
| 2013      | Czarne lustro                    | Jem                        | odcinek "White Bear"   |
| 2013      | The Lady Vanishes                | Iris Carr                  | film TV                |
| 2015–2018 | Sense8                           | Riley "Blue" Gunnarsdóttir | gł. rola               |
| 2015      | Dickensian                       | Amelia Havisham            | gł. rola               |
| 2016      | Wojna i pokój                    | Helene Kuragina            | miniserial             |
| 2017      | Philip K. Dick’s Electric Dreams | Linda                      | odcinek "The Commuter" |
| 2019      | Lie of You                       | Hannah                     | film TV                |
| 2020      | Pokonani                         | Claire Franklin            | 8 odc.                 |
| 2022      | Our House                        | Fi Lawson                  | 4 odc.                 |